# Hannibal ante portas
Hannibal ante portas или Hannibal ad portas (с лат. — «Ганнибал у ворот») — латинское крылатое выражение, которое употребляют как указание на близкую и серьёзную опасность. Соответствует «враг у ворот», «война у ворот».
Впервые употребил Цицерон («Филиппики», I, 5, 11):
По какой же причине вчера в таких грубых выражениях требовали моего прихода в сенат? Ганнибал, видимо стоял у ворот?
Фраза также встречается у Тита Ливия («История Рима от основания города», XXIII, 16)
Ганнибал подошёл к самым воротам [города] Нолы.
Эти слова принято связывать с событиями 211 г. до н. э. Ганнибал привёл своё войско под Рим, однако простояв под городом несколько дней и не предприняв штурма, отошёл от него. Тит Ливий (там же, XXVI, 7) пишет, что серьёзной опасности для Рима не было, а Ганнибал стремился заставить римское войско снять осаду с богатого и сильного города Капуи, за пять лет до этого перешедшего на сторону Карфагена. Его план не удался. Римское войско продолжило осаждать Капую, а Ганнибал не обладал достаточными силами для штурма Рима.